# Maria Suelen Altheman

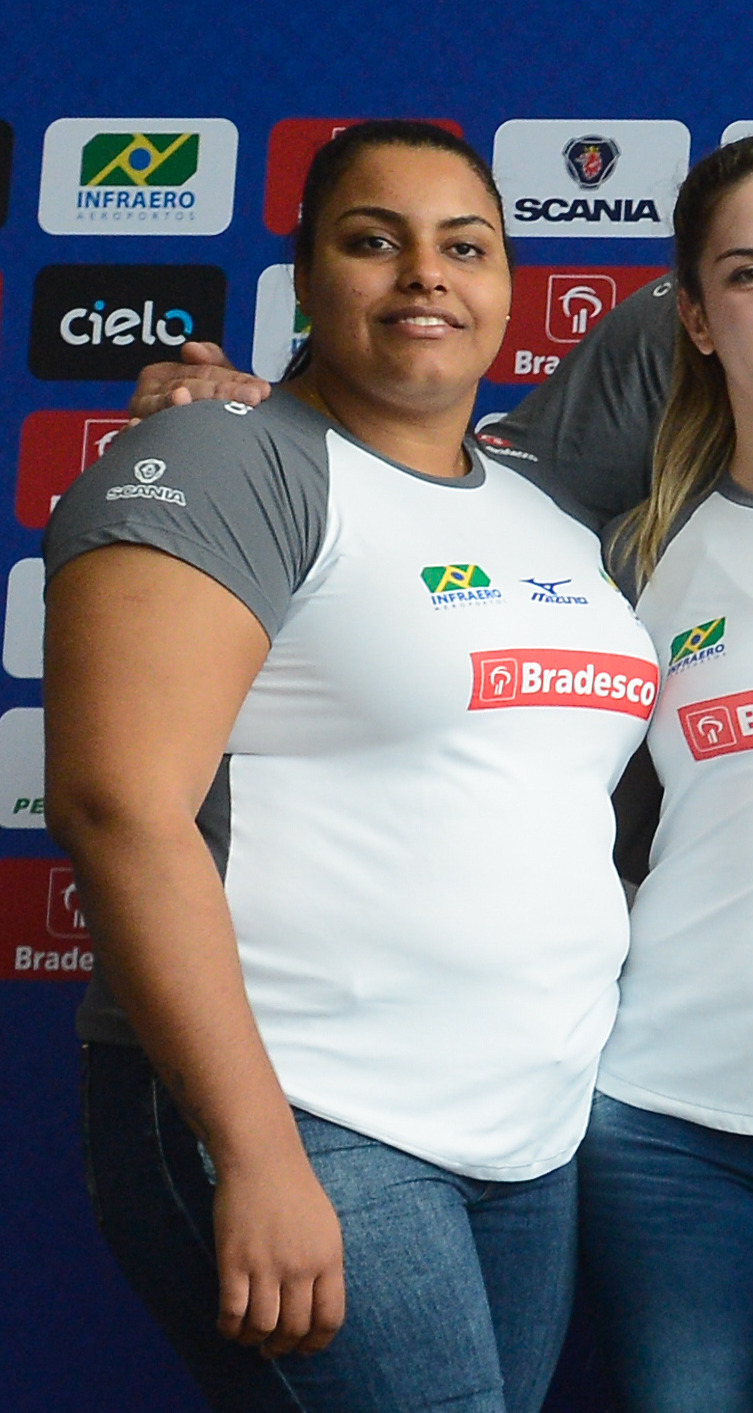
Maria Suelen Altheman (2016)

Maria Suelen Altheman (* 12. August 1988 in São Paulo) ist eine brasilianische Judoka. Sie gewann bei Einzel-Weltmeisterschaften zweimal Silber.

## Sportliche Karriere
Die 1,78 m große Maria Suelen Altheman kämpft im Schwergewicht. Ihre erste internationale Medaille gewann sie 2005, als sie eine Bronzemedaille bei den Panamerikanischen Meisterschaften erkämpfte. 2008 gewann Altheman ihren einzigen brasilianischen Meistertitel. Bei den Panamerikanischen Meisterschaften 2010 gewann sie zwei Bronzemedaillen, neben dem Schwergewicht war sie auch in der offenen Klasse erfolgreich. 2011 war sie Zweite der Südamerikameisterschaften und Dritte der Panamerikanischen Meisterschaften. Bei den Militärweltspielen in Rio de Janeiro belegte sie den zweiten Platz hinter der Französin Anne-Sophie Mondière. Bei den Panamerikanischen Spielen 2011 in Guadalajara unterlag sie im Halbfinale Melissa Mojica aus Puerto Rico, Altheman gewann aber in der Hoffnungsrunde eine Bronzemedaille.
2012 gewann sie eine weitere Bronzemedaille bei den Panamerikanischen Meisterschaften. Bei den Olympischen Spielen 2012 unterlag sie im Viertelfinale der Japanerin Mika Sugimoto. Nach einem Sieg in der Hoffnungsrunde über die Kasachin Gülschan Issanowa verlor sie den Kampf um Bronze gegen die Chinesin Tong Wen. Im Jahr darauf besiegte sie im Halbfinale der Weltmeisterschaften 2013 in Rio de Janeiro die Französin Émilie Andéol, im Finale unterlag sie der Kubanerin Idalys Ortíz. Die beiden Judoka trafen auch im Finale der Panamerikanischen Meisterschaften 2014 aufeinander und erneut siegte Ortíz. Bei den Weltmeisterschaften 2014 in Tscheljabinsk standen sich Ortíz und Altheman zum dritten Mal innerhalb eines Jahres in einem Finale gegenüber und wieder gewann die Kubanerin. Bei den Panamerikanischen Spielen 2015 in Toronto siegte im Finale Idalys Ortíz gegen die Mexikanerin Vanessa Martina Zambotti, Altheman war im Halbfinale an Zambotti gescheitert, erkämpfte aber eine Bronzemedaille. Bei den Weltmeisterschaften in Astana schied Altheman in ihrem ersten Kampf gegen die Südkoreanerin Kim Min-jung aus.
2016 erreichte Altheman das Finale der Panamerikanischen Meisterschaften in Havanna und unterlag dort Idalys Ortíz. Bei den Olympischen Spielen in Rio de Janeiro schied die Brasilianerin wie bei den Weltmeisterschaften 2015 in der ersten Runde gegen Kim Min-jung aus. Nach einem Jahr ohne vordere Platzierung bei einer internationalen Meisterschaft erreichte Altheman den fünften Platz bei den Weltmeisterschaften 2018 in Baku. Vor heimischem Publikum in Rio de Janeiro wurde sie im November 2018 Militärweltmeisterin. 2019 belegte sie den fünften Platz bei den Weltmeisterschaften in Tokio. Im November 2020 siegte sie bei den Panamerikanischen Meisterschaften, wobei sie im Finale ihre Landsfrau Beatriz Souza bezwang. Bei den Weltmeisterschaften 2021 in Budapest unterlag sie im Viertelfinale der Japanerin Wakaba Tomita. Mit Siegen über die Tunesierin Nihel Cheikh Rouhou und über Idalys Ortiz erkämpfte Altheman eine Bronzemedaille. Bei den Olympischen Spielen in Tokio unterlag sie im Viertelfinale der Französin Romane Dicko und belegte in der Endauswertung den siebten Platz.